# Еварист Галуа
Еварист Галуа (фр. Évariste Galois; 25 жовтня 1811 — 31 травня 1832) — французький математик, засновник сучасної алгебри. Політичний діяч.
Ще в підлітковому віці він сформулював необхідну і достатню умову розв'язності многочлена в радикалах, тим самим розв'язавши задачу, що залишалася відкритою понад 350 років — задачу розв'язності загального алгебраїчного рівняння. Його робота заклала основи теорії Галуа та теорії груп — двох основних галузей абстрактної алгебри.
Галуа був стійким республіканцем і брав активну участь у політичних потрясіннях Липневої революції 1830 року. Через політичну активність його неодноразово заарештовували, одного разу термін ув'язнення склав кілька місяців. З причин, які залишаються незрозумілими, незабаром після звільнення з в'язниці він брав участь у дуелі і помер від отриманих ран.

## Життєпис
Він прожив двадцять років, всього п'ять років з них займався математикою. Математичні роботи, що зробили його ім'я безсмертним, займають трохи понад 60 сторінок. У 15-річному віці Галуа відкрив для себе математику й відтоді, за словами одного з викладачів, «був одержимий демоном математики». Юнак відрізнявся пристрасністю, неприборканим темпераментом, що постійно призводило до конфліктів з оточенням, та й з самим собою.

### Ранні роки
Галуа народився 25 жовтня 1811 року в сім'ї Ніколя-Габріеля Галуа та Аделаїди-Марі (уродженої Деманте). Його батько був республіканцем і очолював ліберальну партію Бур-ла-Рена. Його батько став головою села після повернення Людовика XVIII на престол у 1814 році. Його мати, дочка юриста, вільно читала латинську та класичну літературу і відповідала за освіту сина протягом його перших дванадцяти років.

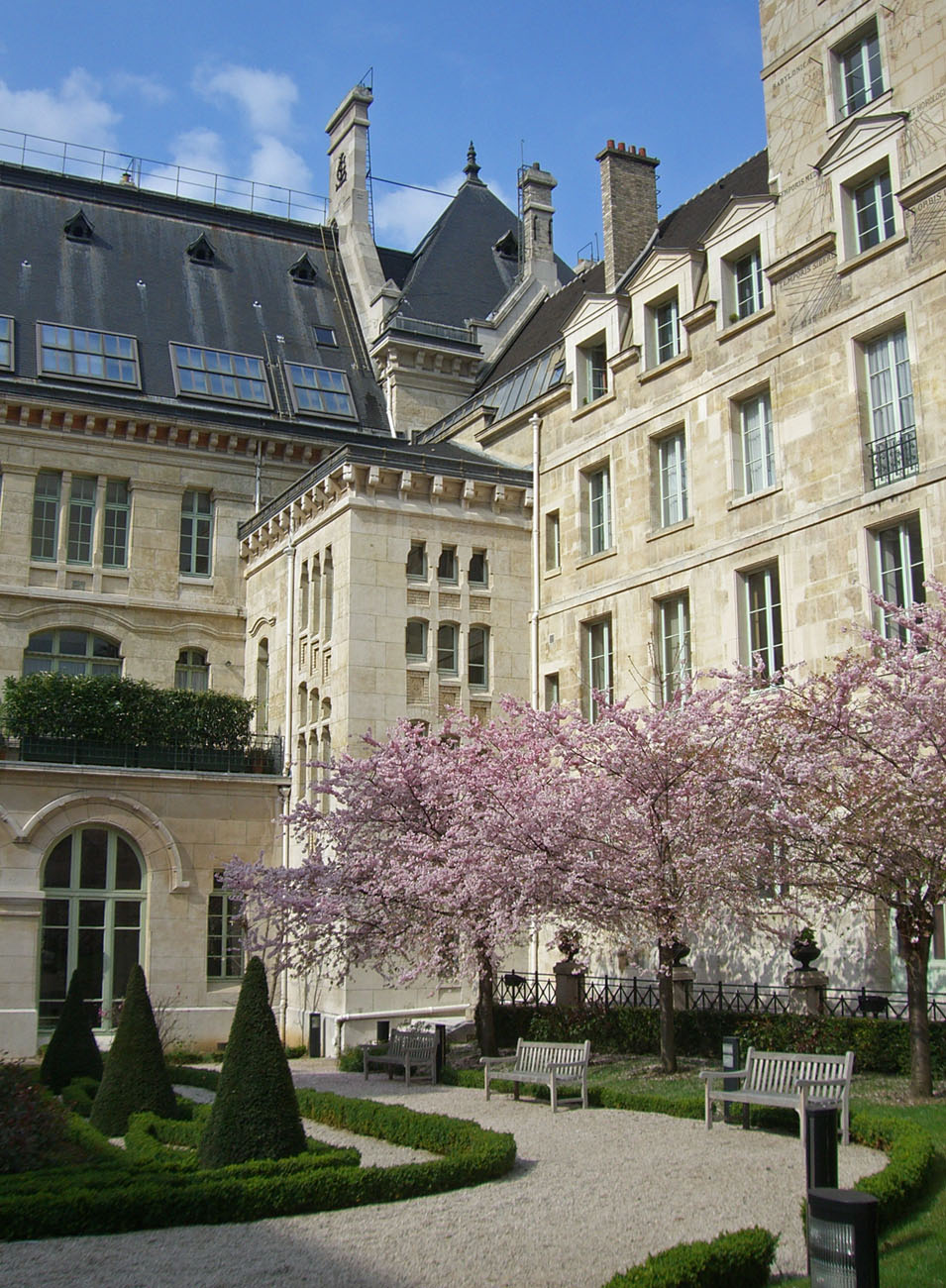
Вхід до ліцею Людовика Великого, який Галуа відвідував у дитинстві.

У жовтні 1823 року він вступив до ліцею Людовика Великого, у віці 14 років почав серйозно цікавитися математикою.
Він знайшов примірник Eléments de Géométrie Адрієна-Марі Лежандра, який, кажуть, він прочитав «як роман». У 15 років він читав оригінальні статті Жозефа-Луї Лагранжа, як-от Réflexions sur la résolution algébrique des équations, які, ймовірно, мотивували його пізніші роботи з теорії рівнянь, і Leçons sur le calcul des fonctions, роботу, призначену для професійних математиків, проте його успішність у школі була низькою, а вчителі звинувачували його в тому, що він має багато амбіцій та хоче оригінальності.

### Математик-початківець
Галуа не затримався на елементарній математиці й миттєво опинився на рівні сучасної науки. Йому було 17 років, коли його учитель Рішар констатував: «Галуа працює лише у вищих галузях математики». Йому було неповних 18 років, коли була опублікована його перша робота. Водночас Галуа двічі поспіль не вдається скласти іспити в Політехнічну школу, найпрестижніший навчальний заклад того часу. У 1830 р. його прийняли в привілейовану Вищу нормальну школу, що підготовлювала викладачів. За рік навчання в цій школі Галуа написав кілька робіт; одна з них, присвячена теорії чисел, представляла винятковий інтерес.

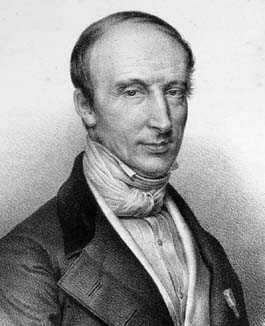
Огюстен-Луї Коші розглянув ранні математичні роботи Галуа.

У 1829 році була опублікована перша стаття Галуа про ланцюгові дроби Приблизно в той же час він почав робити фундаментальні відкриття в теорії алгебраїчних рівнянь. Він подав до Академії наук дві роботи на цю тему. Огюстен-Луї Коші рецензував ці статті, але відмовився прийняти їх до публікації з причин, які досі залишаються неясними. Однак, незважаючи на численні твердження про протилежне, широко поширена думка, що Коші визнав важливість роботи Галуа і що він просто запропонував об'єднати дві роботи в одну, щоб взяти участь у конкурсі на Велику премію Академії з математики. Коші, видатний математик того часу, хоча і з політичними поглядами, які були протилежними від Галуа, вважав Галуа ймовірним переможцем.
28 липня 1829 року батько Галуа закінчив життя самогубством після запеклої політичної суперечки із сільським священиком. Через декілька днів Галуа зробив другу й останню спробу вступити до Політехніки, але знову зазнав невдачі. Безперечно, Галуа був більш ніж кваліфікованим; однак, думки про те, чому він зазнав невдачі, різняться. Більш правдоподібні свідчення стверджують, що Галуа зробив занадто багато логічних стрибків і спантеличив некомпетентного екзаменатора, що розлютило Галуа. Нещодавня смерть батька, можливо, також вплинула на його поведінку.
Отримавши відмову у вступі до Політехнічної школи, Галуа склав іспити бакалавра, щоб вступити до нормальної школи. Він пройшов, отримавши ступінь 29 грудня 1829 року. Його екзаменатор з математики повідомив: «Цей учень іноді незрозумілий у висловленні своїх ідей, але він розумний і демонструє чудовий дослідницький дух».
Галуа кілька разів намагався опублікувати свої роботи з теорії рівнянь, але вони так і не були опубліковані за його життя через різні події. Хоча його перша спроба була відхилена Коші, у лютому 1830 року за пропозицією Коші він подав роботи секретарю Академії Жозефу Фур'є для розгляду Гран-прі Академії. На жаль, Фур'є невдовзі помер і роботи були втрачені. Цього року премію було присуджено Нільсу Генріку Абелю посмертно, а також Карлу Густаву Якобу Якобі. Незважаючи на втрачені наукові роботи, Галуа того року опублікував три роботи, одна з яких заклала основи теорії Галуа. Друга стосувалась чисельного розв'язання рівнянь (за сучасною термінологією знаходження кореня). Третя була важливою у теорії чисел, в якій вперше було сформульовано поняття скінченного поля.

### Політична діяльність

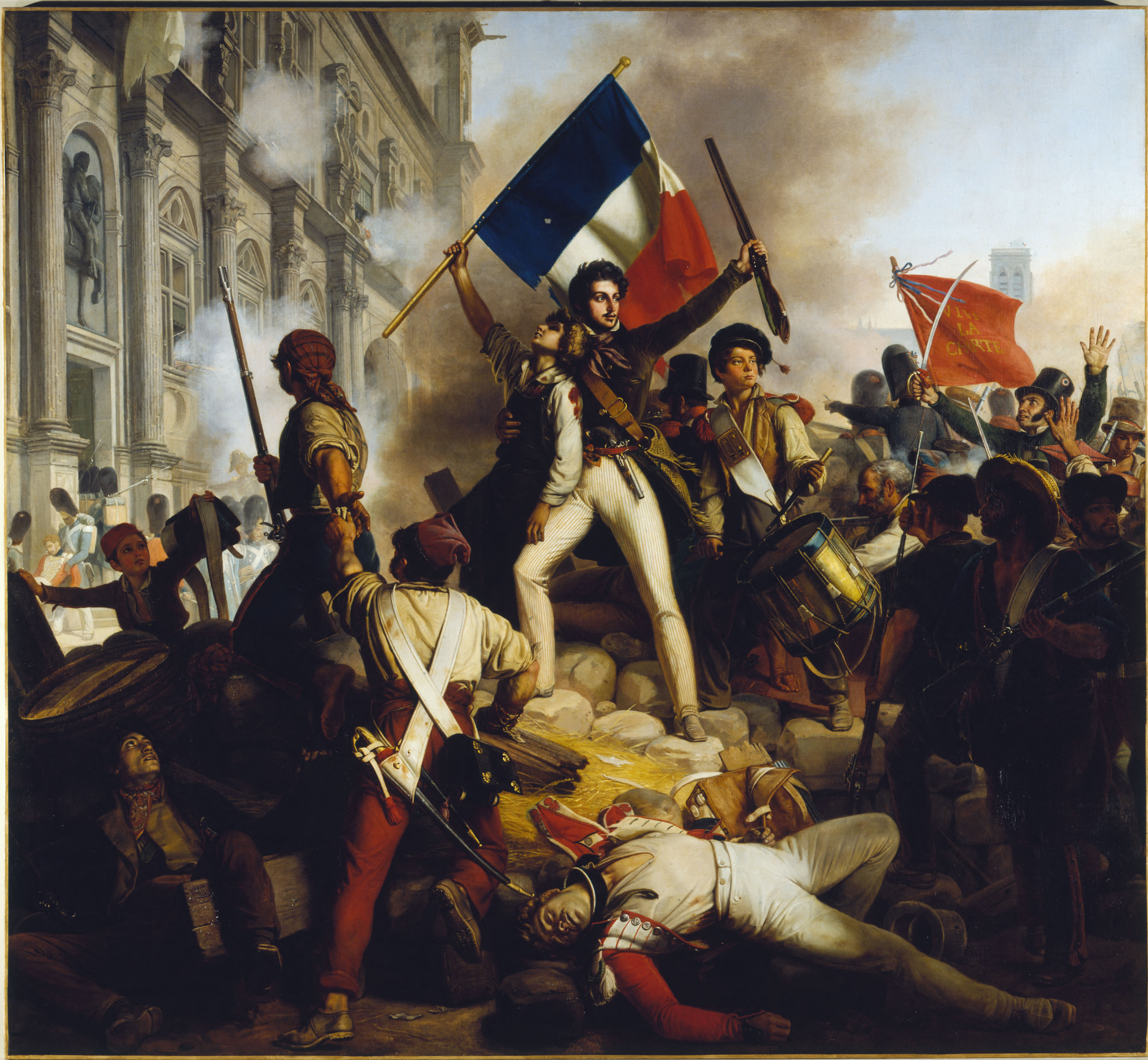
«Битва за ратушу», Жан-Віктор Шнец. Галуа, як стійкий республіканець, хотів би взяти участь у Липневій революції 1830 року, але йому завадив директор Нормальної школи.

Бурхливі липневі дні 1830 р. застали Галуа в стінах Нормальної школи. Його дедалі захоплює нова пристрасть — політика. Галуа приєднується до республіканської партії — Спілки друзів народу, — невдоволеної політикою Луї-Філіппа. Виникає конфлікт з директором школи, який всіма силами протидіяв зростанню політичних інтересів у учнів, і в січні 1831 р. Галуа виключають зі школи. У січні 1831 р. Галуа передав у Паризьку академію наук рукопис свого дослідження про розв'язок рівнянь у радикалах. Проте роботу віддали на рецензію Оґюстену-Луї Коші, який її не прочитав. У цей час Галуа перебував у в'язниці. Після звільнення вже в липні він знову опиняється у в'язниці Сент-Пелажи після спроби організувати маніфестацію 14 липня (у річницю взяття Бастилії), цього разу Галуа засуджений до 9 місяців в'язниці. За місяць до закінчення ув'язнення хворого Галуа переводять в лікарню. У в'язниці він зустрів своє двадцятиріччя.
29 квітня 1832 року він виходить на свободу, але йому судилося прожити ще тільки один місяць.

### Останні дні

Сімеон Дені Пуассон переглянув роботу Галуа з теорії рівнянь і оголосив її «незрозумілою».

Галуа повернувся до математики після його виключення з Нормальної школи, хоча продовжував проводити час у політиці. Після того, як його виключення стало офіційним у січні 1831 року, він спробував відкрити приватний клас з розширеної алгебри, що викликало певний інтерес, але це ослабло, оскільки здавалося, що його політична активність у нього у пріоритеті. Сімеон Дені Пуассон попросив його представити свою роботу з теорії рівнянь, що він і зробив 17 січня 1831 року. Близько 4 липня 1831 року Пуассон оголосив роботу Галуа «незрозумілою», заявивши, що «аргумент [Галуа] не є ні достатньо чітким, ні достатньо розробленим, щоб ми могли судити про його строгість»; однак звіт про відхилення закінчується обнадійливою нотою: «Тоді ми б запропонували автору опублікувати всю свою роботу, щоб сформувати остаточну думку». Галуа бурхливо відреагував на лист про відмову і вирішив відмовитися від публікації своїх робіт через Академію і замість цього опублікувати їх приватно через свого друга Огюста Шевальє. Очевидно, однак, Галуа не проігнорував пораду Пуассона, оскільки він почав збирати всі свої математичні рукописи ще у в'язниці і продовжував шліфувати свої ідеї до звільнення 29 квітня 1832 року після чого його якось наговорили на дуель.
Фатальний поєдинок Галуа відбувся 30 травня. Справжні мотиви дуелі невідомі. Було багато припущень щодо причин цього. Відомо, що за п'ять днів до смерті він написав Шевальє листа, в якому чітко натякає на любовну історію.
Деякі архівні дослідження оригіналів листів показують, що романтичною жінкою була Стефані-Фелісі Потерен дю Мотель, дочка лікаря в гуртожитку, де Галуа проживав протягом останніх місяців свого життя. Доступні фрагменти її листів, скопійованих самим Галуа (багато частин, таких як її ім'я, стерті або навмисно пропущені). Листи натякають, що дю Мотель повідомила Галуа деякі зі своїх проблем, і це могло спонукати його спровокувати дуель. Цю здогадку також підтверджують інші листи, які Галуа пізніше написав своїм друзям за ніч перед смертю. Двоюрідний брат Галуа Габріель Деманте, коли його запитали, чи знає він причину дуелі, згадав, що Галуа «зустрівся з чоловіком та імовірним нареченим, кожен з яких спровокував дуель». Сам Галуа вигукнув: «Я жертва сумнозвісної кокетки та двох її обманщиків».
Набагато більш детальні припущення, засновані на цих мізерних історичних подробицях, були представлені багатьма біографами Галуа (особливо Еріком Темплом Беллом у «Людях математики»), наприклад, що весь інцидент був інсценований поліцією та роялістами для ліквідації політичного ворога.
Що стосується суперника в дуелі, то Олександр Дюма називає ім'я Пеше д'Ербінвіля який насправді був одним із дев'ятнадцяти офіцерів артилерії, чиє виправдання було відзначено на бенкеті, що став причиною першого арешту Галуа. Однак Дюма один у цьому твердженні, і якби він був правий, незрозуміло, чому саме д'Ербінвіль. Вважалося, що на той час він був «передбачуваним нареченим» дю Мотель (в кінцевому підсумку вона вийшла заміж за іншого), але жодних чітких доказів на підтримку цього припущення не було знайдено. З іншого боку, збережені газетні вирізки лише за кілька днів після дуелі дають опис його суперника (ідентифікованого ініціалами «LD»), який, здається, більш точно стосується одного з друзів-республіканців Галуа, швидше за все, Ернеста Дюшатле, який був ув'язнений разом із Галуа за тими ж звинуваченнями. Враховуючи наявну суперечливу інформацію, справжня особа вбивці цілком може бути втрачена для історії.

Якими б не були причини дуелі, Галуа був настільки впевнений у своїй неминучій смерті, що не спав цілу ніч, писав листи своїм друзям-республіканцям і складав те, що стане його математичним заповітом, знаменитий лист до Огюста Шевальє з викладом його ідей і три доданих рукописи. Математик Герман Вейль сказав про цей заповіт: Цей лист, якщо судити за новизною та глибиною ідей, які він містить, є, мабуть, найзначнішим твором у всій літературі людства.
Однак легенда про те, що Галуа вилив свої математичні думки на папір у ніч перед смертю, здається, була перебільшеною.

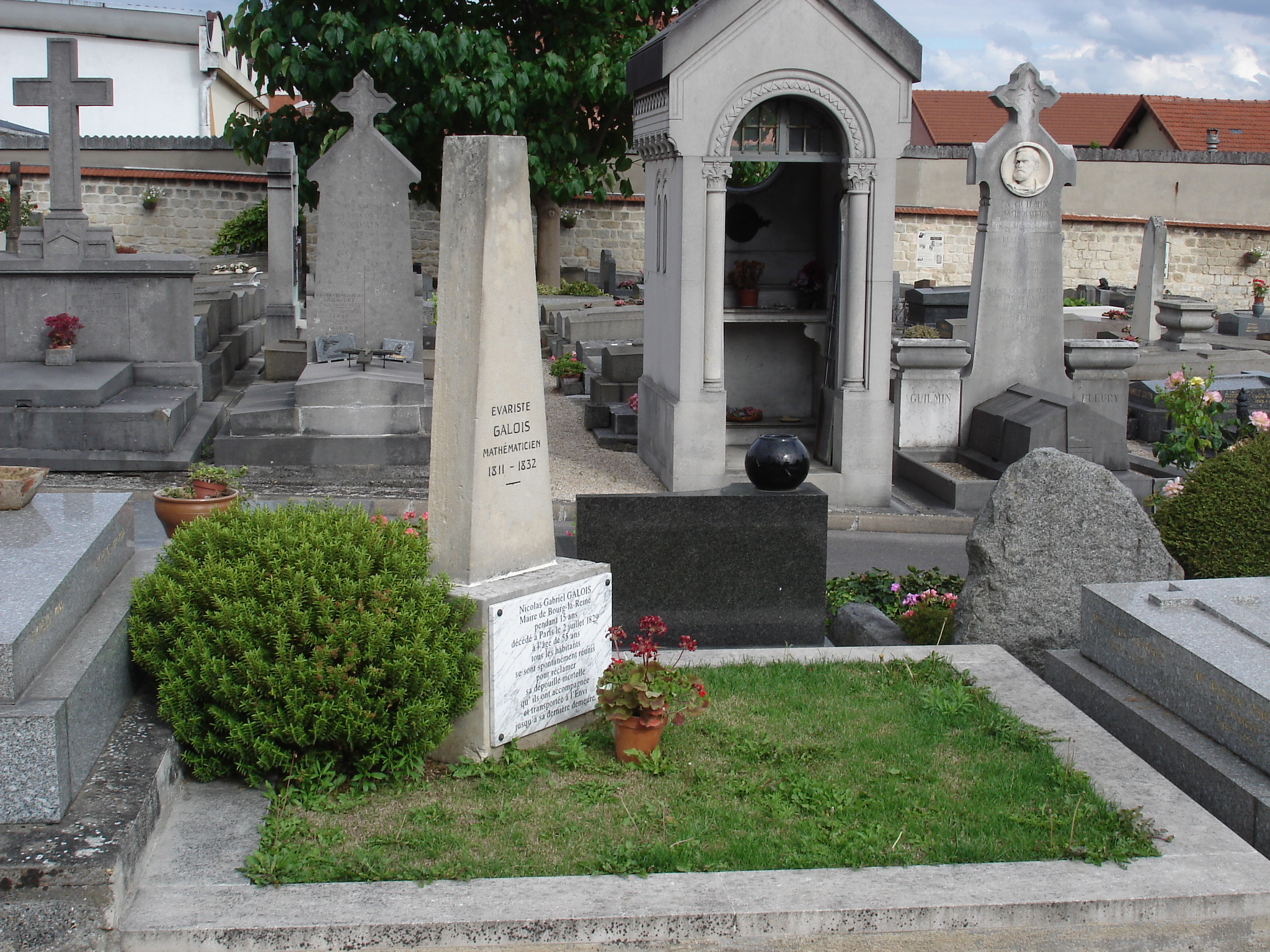
Меморіал Галуа на кладовищі Бур-ла-Рейн. Еваріст Галуа був похований у загальній могилі, і точне місцезнаходження досі невідоме.

Рано вранці 30 травня 1832 року він був поранений у живіт, був покинутий супротивниками та своїми секундантами і знайдений фермером, що проходив повз. Він помер наступного ранку о десятій годині в лікарні Кочін (ймовірно, від перитоніту), після того, як відмовився від служби священика. Його похорони закінчилися заворушеннями. Були плани підняти повстання під час його похорону, але в той же час лідери почули про смерть генерала Жана Максимілієна Ламарка, і повстання було відкладено до 5 червня. Тільки молодший брат Галуа був повідомлений про поранення. Галуа було 20 років. Останні слова до свого молодшого брата Альфреда були: «Ne pleure pas, Alfred! J'ai besoin de tout mon courage pour mourir à vingt ans!» («Не плач, Альфреде! Мені потрібна вся моя мужність, щоб померти у двадцять років»!)
2 червня Еваріст Галуа був похований у спільній могилі на цвинтарі Монпарнас, точне місцезнаходження якої невідоме. На кладовищі його рідного міста — Бур-ла-Рейн — на його честь встановлено кенотаф поруч із могилами його родичів.

## Внесок у математику

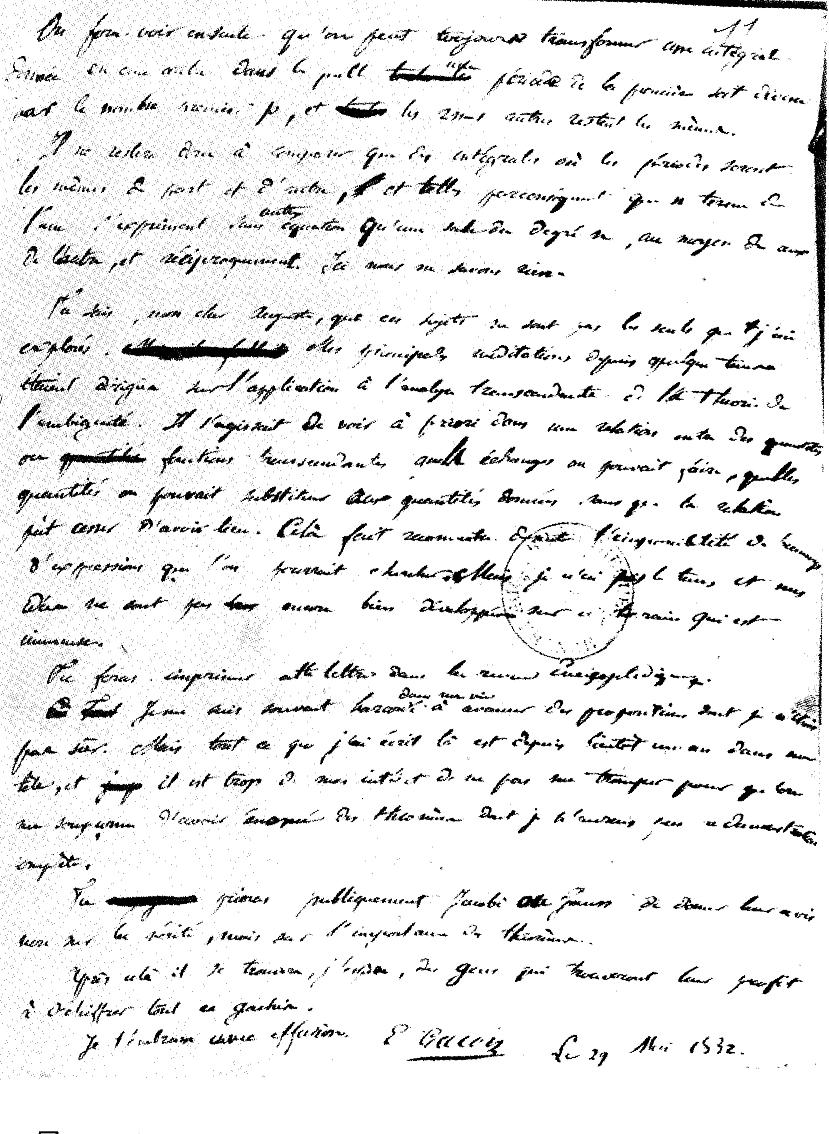
Остання сторінка математичного заповіту Галуа, написаного власноруч. Фраза «розшифрувати весь цей безлад» («déchiffrer tout ce gâchis») знаходиться з другого до останнього рядка.

У день перед дуеллю Галуа написав своєму другові Огюсту Шевальє лист:
Публічно звернись до Якобі чи Гаусса з проханням дати оцінку не істинності, а значенню тих теорем, розгорнутого доказу яких я не даю, і тоді, сподіваюся, хтось розцінить корисним розібратися у всій плутанині.
Роботи Галуа містили остаточний розв'язок проблеми про можливості розв'язання алгебраїчних рівнянь у радикалах, те, що сьогодні називається теорією Галуа і становить один з найглибших розділів алгебри. Інший напрямок його досліджень був пов'язаний із так званими абелевими інтегралами і відіграв важливу роль у математичному аналізі XIX ст. Роботи Галуа були опубліковані лише 1846 року Жозефом Ліувіллем, а визнання до них прийшло ще пізніше, коли з 1870-х роках поняття групи поступово стає одним з основних математичних об'єктів.

## У літературі
- Дитинство Евариста описане в книзі «Анастасія Крачковська про Евариста Ґалуа, Теодора Рузвельта, Енді Воргола, Михайла Дзиндру, Марґарет Тетчер»[29].